# سليسلة
السليسلة أو الغريراء أو غبيشة أو القرحان (الاسم العلمي: Eremobium aegyptiacum)، نبات عشبي حولي من فصيلة الصليبية. يتواجد في الطبقات الرملية الضحلة والكتل الرملية، زهوره بيضاء مائلة للون الأرجواني، بينما الجزء السفلي من النبات يكون لزجًا وقابلًا لالتصاق حبيبات الرمل عليه. أعطانها في الإمارات والسعودية وفلسطين وقطر والكويت وإيران، ،وموريتانيا والمغرب والنيجر وتونس وليبيا ومصر والجزائر ومالي.